# Matthew Ishaya Audu
Matthew Ishaya Audu (* 7. Juni 1959 in Rafin-Pa, Nigeria) ist ein nigerianischer Geistlicher und römisch-katholischer Erzbischof von Jos.

## Leben
Nach dem Besuch des St. James Minor Seminary in Keffi studierte Matthew Ishaya Audu Philosophie und Katholische Theologie am St. Augustine Major Seminary in Jos. Er empfing am 23. Juni 1984 die Priesterweihe für das Bistum Makurdi.
Anschließend war Audu Pfarrvikar in Keffi, bevor er 1986 Pfarrvikar in Lafia wurde. Von 1988 bis 1989 war er Pfarrer in Nassarawa. Danach setzte er seine Studien an der Päpstlichen Lateranuniversität in Rom fort, wo er 1991 das Lizenziat im Fach Moraltheologie erwarb. Nach der Rückkehr in seine Heimat wurde Matthew Ishaya Audu Subregens des Priesterseminars St. Thomas Aquinas in Makurdi, wo er zudem Moraltheologie lehrte. 1999 wurde Audu an der Päpstlichen Akademie Alfonsiana zum Doktor der Theologie im Fach Moraltheologie promoviert. Von Juni bis Dezember 2000 war er Regens des Priesterseminars St. Thomas Aquinas in Makurdi.
Papst Johannes Paul II. ernannte ihn am 5. Dezember 2000 zum ersten Bischof von Lafia. Die Bischofsweihe spendete ihm der Apostolische Nuntius in Nigeria, Erzbischof Osvaldo Padilla, am 31. März des nächsten Jahres; Mitkonsekratoren waren John Onaiyekan, Erzbischof von Abuja, und Athanasius Atule Usuh, Bischof von Makurdi.
Am 6. Januar 2020 ernannte ihn Papst Franziskus zum Erzbischof von Jos. Die Amtseinführung erfolgte am 31. März desselben Jahres.